# 拉穆吕
拉穆吕（法語：Ramoulu，法語發音：[ʁamuly]）是法国卢瓦雷省的一个市镇，属于皮蒂维耶区。

## 地理
拉穆吕（48°13'32"N, 2°17'35"E）面积11.96 平方千米，位于法国中央-卢瓦尔河谷大区卢瓦雷省，该省份为法国中北部省份，北起埃松省，西北接厄尔-卢瓦省，西南接卢瓦-谢尔省，南至涅夫勒省和谢尔省，东临约讷省，东北接塞纳-马恩省。
与拉穆吕接壤的市镇（或旧市镇、城区）包括：塞萨维尔-多桑维尔、欧奈拉里维耶尔、昂让维尔、埃斯图伊、马尔桑维利耶、勒马勒塞布瓦。

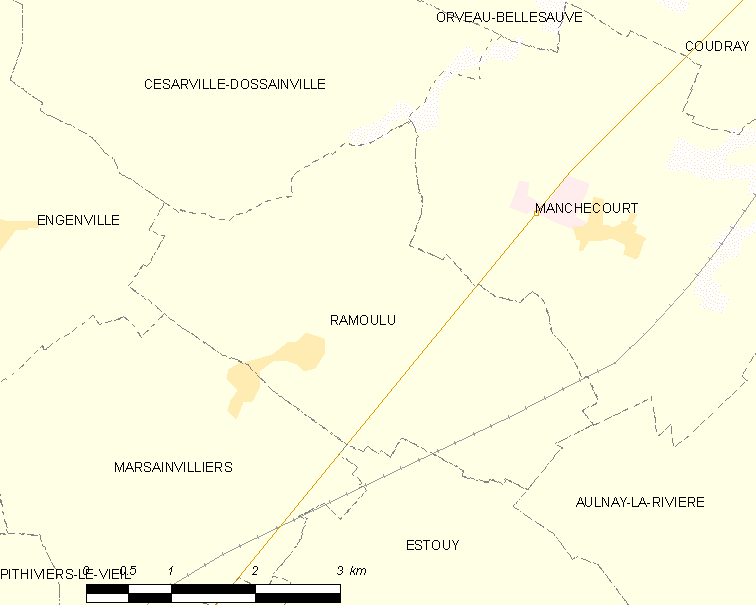
拉穆吕的OSM定位图

拉穆吕的时区为UTC+01:00、UTC+02:00（夏令时）。

## 行政
拉穆吕的邮政编码为45300，INSEE市镇编码为45260。

## 政治
拉穆吕所属的省级选区为勒马勒塞布瓦县。

## 人口

1962-2008年间拉穆吕人口变化图示

拉穆吕于2022年1月1日时的人口数量为246人。